# Став-Слобода
Став-Слобода́ (раніше — Ставецька Слобода) — село в Україні, у Радомишльській міській територіальній громаді Житомирського району Житомирської області. Населення становить 191 осіб (2001).

## Історія
13 листопада 1921 р. під час Листопадового рейду через Ставецьку Слобідку проходила Волинська група (командувач — Юрій Тютюнник) Армії Української Народної Республіки.
У 1923 та 1928—54 роках — адміністративний центр колишньої Став-Слобідської сільської ради Радомишльського району.

## Відомі люди
- Шиманський Олександр Петрович (* 1949) — український балетмейстер.